# Seán Ryan (Politiker)
Seán Ryan (* 27. Januar 1943 in Dublin) ist ein irischer Politiker der Irish Labour Party und war von 1989 bis 1997 und von 1998 bis 2007 Mitglied des Dáil Éireann sowie von 1997 bis 1998 Mitglied des Seanad Éireann.

## Leben
Ryan studierte am Dublin Institute of Technology Wirtschaftswissenschaften und war bei den Irischen Eisenbahnen (Iarnród Éireann) beschäftigt. 1985 wurde er in den damaligen Dublin County Council gewählt. Es folgte nach den Wahlen zum Dáil Éireann 1989 im Wahlkreis Dublin North der Einzug in den Dáil Éireann. Den Sitz konnte er auch bei den Wahlen 1992 halten. Er verlor ihn jedoch bei den Wahlen 1997. Er wurde jedoch danach über die Arbeitsliste in den Seanad gewählt. Als Ray Burke zurücktrat, konnte er die dann notwendige Nachwahl 1998 für sich entscheiden und wechselte in den Dáil zurück. Auch bei den Wahlen 2002 verteidigte er seinen Sitz. Bei der Wahl 2007 trat er dann nicht mehr an.
2023 rückte er in den Fingal County Council nach und wurde im darauffolgenden Jahr wiedergewählt.

## Privates
Sein Bruder ist der frühere Labour-Politiker Brendan Ryan, der nach ihm Abgeordneter für den Wahlkreis Dublin North war.